# Joe Puma
Joe Puma (né le 13 août 1927, mort le 31 mai 2000) est un guitariste de jazz américain. 

Né à New York, dans le Bronx, en 1927, il connaît sa première expérience professionnelle avec Joe Roland en 1949-1950, et joue dans le groupe dirigé par Cy Coleman. Il intervient en tant que musicien de session pour de nombreux musiciens de jazz des années 1950, notamment Louie Bellson, les Gramercy Five d'Artie Shaw, Eddie Bert, Herbie Mann, Mat Mathews, Chris Connor, Paul Quinichette, Lee Konitz et Dick Hyman. Il enregistre également en tant que leader à cette époque. Dans les années 1960, il travaille avec Morgana King, Bobby Hackett, Gary Burton et Carmen McRae. Entre 1972 et 1977, il dirige un ensemble avec Chuck Wayne. Il continue à se produire et à enseigner jusqu'à la fin des années 1990.